# Monts-en-Ternois
Monts-en-Ternois é uma comuna francesa na região administrativa de Altos da França, no departamento de Pas-de-Calais. Estende-se por uma área de 3,53 km². Em 2010 a comuna tinha 62 habitantes (densidade: 17,6 hab./km²).